# Puškino (Oblast' di Saratov)
Puškino (in russo Пушкино?) è un insediamento di tipo urbano dell'oblast' di Saratov, in Russia, situato nel distretto Sovetskij.
Il villaggio si trova 84 km a sud-est di Saratov e a 73 km da Engels.